# Nova normalitat
Nova normalitat és una expressió de l'àmbit de l'economia, les finances i el comportament social en general encunyada per descriure les noves condicions financeres després de la crisi de 2008, les seqüeles de la Gran Recessió i especialment la pandèmia de malaltia per Coronavirus del 2019-2020 causada pel virus SARS-CoV-2. Des de llavors, el terme s'ha utilitzat en una varietat de contextos per donar a entendre que alguna cosa que abans era anòmala ara és comuna.

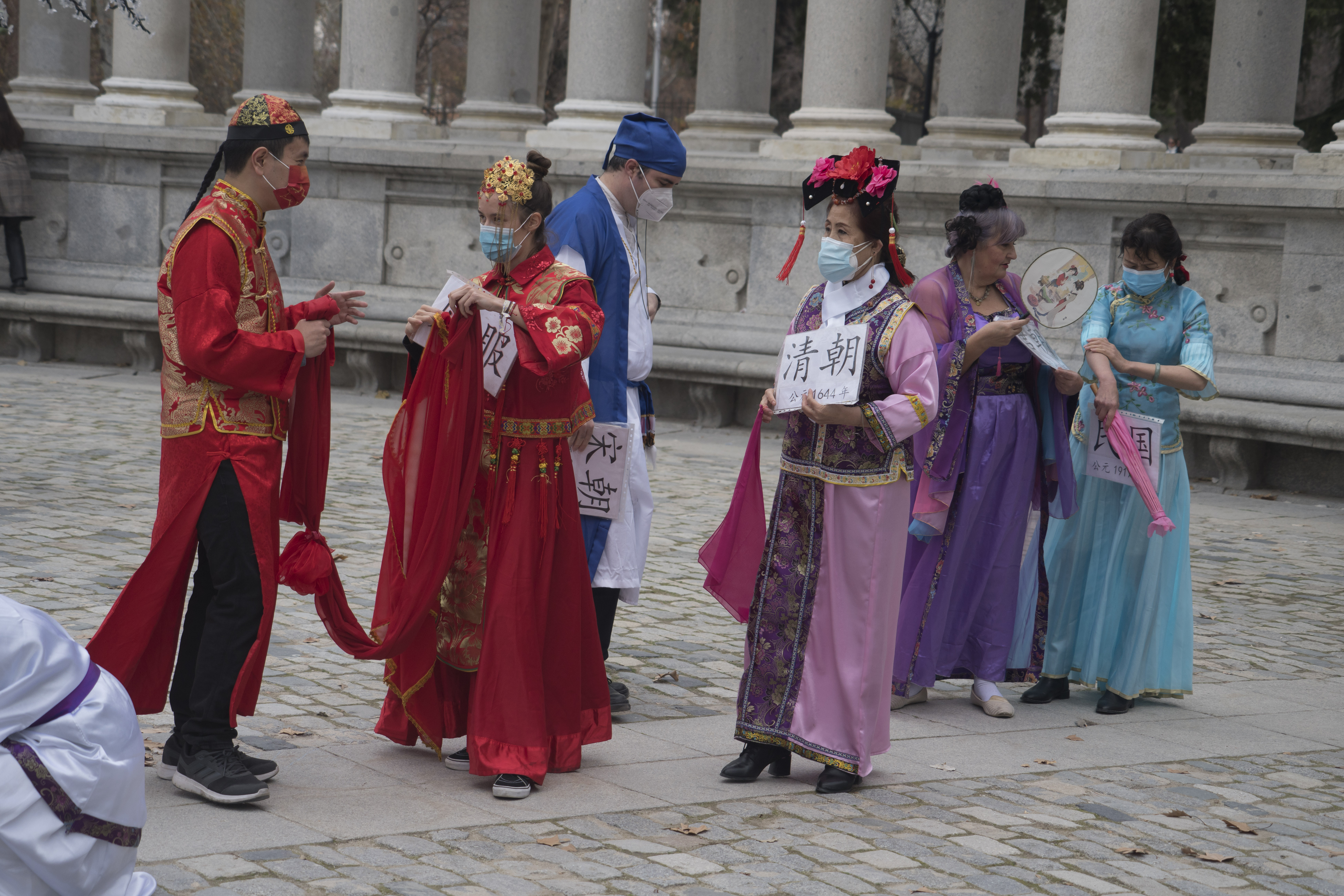
Desembre de 2021. Assaig per celebrar l'any nou. Parc del Retiro. Madrid.

## Crisi financera de 2007-2008
El primer ús de l'expressió es remunta a un article publicat el 18 de maig de 2008 a Bloomberg News, pels periodistes nord-americans Rich Miller i Matthew Benjamin, que portava per títol «Post-Subprime Economy Means Subpar Growth as New Normal in O.S.» («L'economia post-subprime fa que el creixement per sota de la mitjana sigui la nova normalitat a EE. UU.»). La mateixa expressió va ser reutilitzada pel fons d'inversió nord-americana PIMCO a principis de 2009 per advertir a economistes i polítics dels països desenvolupats que la volta a la situació prèvia a la crisi financera de 2007-2008 seria més complexa i incerta de l'esperat. El 2010, Mohamed A. El-Erian, un dels responsables de PIMCO, va declarar en una xerrada que «el nostre ús del terme va ser un intent de situar la discussió més enllà de la noció que la crisi era una mera ferida superficial... al contrari, la crisi ha calat profund. Va ser el resultat inevitable d'un període extraordinari de diversos anys que va anar de tot menys normal». Des de llavors, l'expressió ha estat utilitzada als Estats Units per diversos mitjans de comunicació, com ABC News i BBC News.

## La nova normalitat xinesa
El 2012, l'economia de la Xina va començar a mostrar una marcada desacceleració, amb taxes de creixement que van passar de xifres de dos dígits a aproximadament el 7 % el 2014. El 2014, el Secretari General del Partit Comunista de la Xina, Xi Jinping, va declarar que Xina estava entrant en una "nova normalitat" (en xinès: 新常态). Aquest terme va ser popularitzat posteriorment per la premsa i va acabar per referir-se a les expectatives d'unes taxes de creixement del 7 % a la Xina per al futur previsible. Va ser l'indicatiu de l'anticipació del govern xinès a un creixement econòmic moderat però potser més estable a mitjà i llarg termini.

## Crisi per la pandèmia del coronavirus de 2020
Amb motiu de la pandèmia de coronavirus, i en referència a la postquarentena diversos governs s'han referit a la nova normalitat, per descriure un període de tornada gradual i per etapes a diverses activitats socials i econòmiques, període que es caracteritza pel distanciament social i l'ús obligatori de màsqueres per part de la població.